# Sara Sara
Sara Sara, es un volcán del Perú situado en el extremo sur del departamento de Ayacucho, cerca de la frontera con Arequipa. Forma parte de la cordillera Occidental de los Andes y es clasificado como estratovolcán. Alcanza los 5.505 m de altitud sobre el nivel del mar. Presenta una cima cubierta parcialmente por nieves perpetuas y laderas muy erosionadas, principalmente por la acción glaciar y los fuertes vientos. 

## Descripción
El volcán Sara Sara es el más septentrional de los volcanes de la Zona volcánica central de los Andes. Se encuentra ubicado en el límite de las provincias de Páucar del Sara Sara y Parinacochas, en el departamento de Ayacucho, a unos 12 kilómetros al suroeste del poblado de Pausa. El Sara Sara es un volcán dormido, sin embargo en el reciente periodo geológico presentó una significativa actividad volcánica de erupciones violentas y efusivas, la presencia de afloramientos de aguas termales encontradas en los alrededores de volcán, estarían indicando una débil actividad volcánica.
En el caso de una reactivación de la cámara magmática de  volcán Sara Sara lo más probable es que este magma sea del tipo dacítico, por la última manifestación del volcán que ha sido del tipo pliniano; por lo tanto, ocurrirían explosiones con caídas de piroclastos, flujos piroclásticos y ondas basales; efusivas con derrames lávicos del tipo dacítico; y formación de lahares, por la presencia de nieve en la cumbre del volcán.

## Santuario inca
El Sara Sara es una de las muchas montañas que fueron usadas durante la época del imperio Incaico como lugares de culto a las divinidades. En septiembre del año 1996, José Antonio Chávez y Johan Reinhard encontraron el cuerpo momificado de una niña de 15 años, que fue conocida con el nombre de momia Sarita o dama del Sara Sara, y que fue parte de una ceremonia de capacocha. La momia fue encontrada en una plataforma de piedra en posición fetal; estaba rodeada de ofrendas entre las que se encontraban: tres estatuillas de oro y plata, un pequeño manojo de hojas de coca, una estatuilla femenina de plata envuelta en textiles; una estatuilla masculina de plata y otra de oro; una figura femenina y una llama talladas en concha de spondylus, y una llama de oro y una de plata.
Actualmente el cuerpo de Sarita se encuentra conservado y alojado en el Museo Santuario de Altura del Sur Andino de la Universidad Católica de Santa María de Arequipa. 
Las investigaciones arqueológicas en el Sara Sara muestran que en la falda noreste del volcán se halla el yacimiento arqueológico Inkapa Tianan visitado en el mes de octubre del año 1998 por el antropólogo Emilio Ruiz de Castilla y el biólogo de la universidad de Berkeley Pedro del Carpio; en la falda sur se encuentra la ciudadela Inca de Ayroca, explorada en junio del 2009 por el investigador Fredy Salinas, allí se puede apreciar tramos del Camino Inca.